# Austria's Next Top Model (terza edizione)
La terza edizione di Austria's Next Top Model è andata in onda il 6 gennaio 2011 sul canale PULS4, condotta da Lena Gercke, affiancata dai giudici Elvyra Greyer e Atil Kotuglu.

Novità di questa edizione, il meccanismo del casting della prima puntata: ognuna delle nove regioni austriache era rappresentata da quattro ragazze, la migliore delle quali è stata subito inserita nel cast finale; le 25 semifinaliste rimaste hanno poi affrontato un servizio fotografico, al termine del quale 5 di loro sono state aggiunge alle precedenti concorrenti selezionate, andando a formare il cast finale di 14 aspiranti modelle. Un altro cambiamento è stato quello riguardante i "lavori" all'estero, adesso disponibili ogni settimana per la concorrente migliore.

La vincitrice di questa stagione è stata la diciassettenne di origine nigeriana Lydia Nnenna Obute, che ha portato a casa un contratto come testimonial per la Hervis, la possibilità di sfilare a Milano e Parigi e la copertina della rivista austriaca Woman

## Controversie
Durante il quarto episodio, Lydia e Vanessa vincono un viaggio di lavoro; questo scatena la delusione di un'altra concorrente, Magalie, la quale si sfoga al telefono col proprio ragazzo. La giovane però esagera, sfociando in commenti razzisti nei riguardi di entrambe le compagne; a seguito di questo comportamento, Magalie viene espulsa dalla gara.

## Concorrenti
(L'età si riferisce al tempo della messa in onda del programma)
| Concorrente            | Età | Altezza | Provenienza   | Posizione                    |
| ---------------------- | --- | ------- | ------------- | ---------------------------- |
| Lisa Berghold          | 16  | 184 cm  | Bassa Austria | Ritirata nell'episodio 2     |
| Victoria Vogeler       | 26  | 175 cm  | Salisburgo    | Eliminata nell'episodio 2    |
| Sarah Preiml           | 18  | 179 cm  | Carinzia      | Eliminata nell'episodio 3    |
| Magalie Berghahn       | 21  | 179 cm  | Alta Austria  | Squalificata nell'episodio 4 |
| Nadine Oberleiter      | 24  | 175 cm  | Vorarlberg    | Eliminata nell'episodio 4    |
| Linda Linortner        | 25  | 173 cm  | Stiria        | Eliminata nell'episodio 5    |
| Vanessa Alexandra Lotz | 24  | 178 cm  | Vienna        | Eliminate nell'episodio 6    |
| Valerie Heidenreich    | 18  | 182 cm  | Burgenland    | Eliminate nell'episodio 6    |
| Nicole Gerzabek        | 23  | 175 cm  | Stiria        | Eliminata nell'episodio 8    |
| Julia Trummer          | 20  | 180 cm  | Stiria        | Eliminata nell'episodio 9    |
| Darija Gavric          | 23  | 180 cm  | Vienna        | Quarta classificata          |
| Romana Gruber          | 24  | 182 cm  | Tirolo        | Terza classificata           |
| Katharina Theuermann   | 17  | 183 cm  | Carinzia      | Seconda classificata         |
| Lydia Nnenna Obute     | 18  | 175 cm  | Vienna        | Vincitrice                   |

## Ordine di eliminazione
| Order | Episodi   | Episodi   | Episodi   | Episodi   | Episodi   | Episodi   | Episodi   | Episodi   | Episodi   | Episodi   | Episodi   | Episodi   | Episodi |
| Order | 1         | 2         | 3         | 4         | 5         | 6         | 7         | 8         | 9         | 10        | 10        | 10        |         |
| ----- | --------- | --------- | --------- | --------- | --------- | --------- | --------- | --------- | --------- | --------- | --------- | --------- | ------- |
| 1     | Magalie   | Vanessa   | Romana    | Lydia     | Darija    | Nicole    | Katharina | Lydia     | Julia     | Katharina | Lydia     | Lydia     |         |
| 2     | Nadine    | Lydia     | Darija    | Vanessa   | Lydia     | Vanessa   | Nicole    | Katharina | Darija    | Lydia     | Katharina | Katharina |         |
| 3     | Romana    | Darija    | Lydia     | Valerie   | Katharina | Katharina | Lydia     | Romana    | Lydia     | Romana    | Romana    |           |         |
| 4     | Victoria  | Katharina | Vanessa   | Romana    | Romana    | Lydia     | Darija    | Julia     | Katharina | Darija    |           |           |         |
| 5     | Lydia     | Linda     | Nicole    | Darija    | Nicole    | Romana    | Julia     | Darija    | Romana    |           |           |           |         |
| 6     | Lisa      | Nicole    | Nadine    | Katharina | Julia     | Darija    | Romana    | Nicole    |           |           |           |           |         |
| 7     | Sarah     | Sarah     | Katharina | Julia     | Vanessa   | Julia     |           |           |           |           |           |           |         |
| 8     | Julia     | Nadine    | Julia     | Linda     | Valerie   | Valerie   |           |           |           |           |           |           |         |
| 9     | Valerie   | Romana    | Linda     | Nicole    | Linda     |           |           |           |           |           |           |           |         |
| 10    | Linda     | Julia     | Magalie   | Nadine    |           |           |           |           |           |           |           |           |         |
| 11    | Katharina | Magalie   | Valerie   | Magalie   |           |           |           |           |           |           |           |           |         |
| 12    | Vanessa   | Victoria  | Sarah     |           |           |           |           |           |           |           |           |           |         |
| 13    | Nicole    | Valerie   |           |           |           |           |           |           |           |           |           |           |         |
| 14    | Darija    | Lisa      |           |           |           |           |           |           |           |           |           |           |         |

     La concorrente viene aggiunta al cast all'ultimo momento
     La concorrente si ritira
     La concorrente era parte di una finta eliminazione
     La concorrente è stata eliminata
     La concorrente ha vinto la competizione

## Servizi
- Episodio 2: Nude con accessori
- Episodio 3: In possa sul gatto delle nevi
- Episodio 4: Champagne
- Episodio 5: Ladre di gioielli
- Episodio 6: In lingerie con modelli
- Episodio 7: Imitando Romy Schneider
- Episodio 8: In posa con falchi
- Episodio 9: Copertina "Woman"
- Episodio 10: Ghiaccio bollente